# 大革命时期中共宁波地委旧址
29°52′19.5″N 121°32′42.53″E / 29.872083°N 121.5451472°E
大革命时期中共宁波地委旧址（启明女中），位于中国浙江省宁波市海曙区新巷32号右侧，大革命时期中共宁波地委旧址纪念馆1991年建于此，2010年12月公布为海曙区文物保护单位。

## 历史
建于1920年，原称“星云坊”，1925年2月至3月间，中共宁波支部在湖西醋务桥启明女中成立，为宁波最早的中共基层组织，8月，宁波支部改为中共宁波独立支部，其驻地随着启明女中由醋务桥迁至丝巷弄星云坊（后为丝户巷17号），1926年1月17日，中共宁波全地方第一次大会在启明女中召开，启明女中成为中共宁波地委机关所在地，是宁波最早的党、团机关秘密驻地，1991年在此建筑建立大革命时期中共宁波地委旧址纪念馆，1994年城区改造，原丝户巷17号和纪念馆整体向西迁移50米至解放南路新街小区新巷34幢楼右侧，7月1日开放，馆名由张爱萍题写，1995年2月被中共宁波市委、宁波市人民政府公布为宁波市爱国主义教育基地，2009年7月被中共浙江省委党史研究室公布为浙江省党史教育基地，2010年12月公布为海曙区文物保护单位，2013年建筑二楼开辟党员活动基地，2020年进行史料充实、重新布展装修，2021年完成保养维护工程。

## 结构
建筑为一幢一正两厢有天井的中西式三合院建筑，坐西朝东，小青瓦，硬山顶，大门朝北，拱券式，上额“星云坊”:383，原位于丝户巷17号，1994年迁于现址，新址结构仍保持原样，为三间二厢二楼一天井砖木结构洋房。